# Inistioge
Inistioge (iriska: Inis Tíog) är en ort i republiken Irland.   Den ligger i grevskapet Kilkenny och provinsen Leinster, i den centrala delen av landet, 110 km sydväst om huvudstaden Dublin. Inistioge ligger 15 meter över havet och antalet invånare är 260.